# Live and Rare (EP av My Chemical Romance)
Live and Rare är en EP av det amerikanska alternativa rockbandet My Chemical Romance. EP:n släpps den 19 december, 2007 i Japan av Warner Music Japan. Den innehåller sju låtar, som alla finns med på singlarna från bandets tredje studioalbum, The Black Parade.

## Låtlista
1. "Famous Last Words" [Live] – 4:53
2. "Cancer" [Live from Berlin] – 2:37
3. "House of Wolves" [Live from Berlin] – 2:57
4. "Dead!" [Live from E-Werk in Berlin on October 14, 2006] – 3:16
5. "Mama" [Live from the National Indoor Arena in Birmingham on March 22, 2007] – 5:00
6. "My Way Home Is Through You" [Album] – 3:00
7. "Kill All Your Friends" [Album] – 4:31

- Låt 1, 6 och 7 återfinns på singelversionen av "Famous Last Words".
- Låt 2 och 6 återfinns på singelversionen av "I Don't Love You".
- Låt 4 och 5 återfinns på singelversionen av "Teenagers".